# La Charme
La Charme ist eine kleine französische Gemeinde mit 65 Einwohnern (Stand 1. Januar 2022) im Département Jura in der Region Bourgogne-Franche-Comté. Sie gehört zum Arrondissement Lons-le-Saunier und zum Kanton Bletterans. 
Die Nachbargemeinden sind Colonne im Nordosten, Bersaillin im Osten, Sellières im Südosten, Vers-sous-Sellières im Südwesten, Le Villey im Westen und Chemenot im Nordwesten.

## Bevölkerungsentwicklung
| Jahr                       | 1962 | 1968 | 1975 | 1982 | 1990 | 1999 | 2008 | 2017 |
| -------------------------- | ---- | ---- | ---- | ---- | ---- | ---- | ---- | ---- |
| Einwohner                  | 70   | 51   | 50   | 39   | 37   | 39   | 45   | 68   |
| Quellen: Cassini und INSEE |      |      |      |      |      |      |      |      |